# Украинский национально-государственный союз
Украинский национально-государственный союз (УНГС) (укр. Український національно-державний союз (УНДС)) — координационное межпартийное объединение украинских партий и профессиональных союзов, образованное в мае 1918 года как правоцентристская националистическая оппозиция правлению гетмана Скоропадского, ставящая своей целью сохранение украинской государственности. В Союз вошли Украинская демократическо-хлеборобская партия, Украинская партия социалистов-федералистов, Украинская партия социалистов-самостийников, Украинская трудовая партия; позднее к нему присоединилось объединение Советов украинских железнодорожников и почтово-телеграфных служащих.
В августе 1918 года в Совет вошли левые социалистические партии Украины, и он был преобразован в Украинский национальный союз (УНС) (укр. Український національний союз (УНС)), руководители которого в ноябре 1918 года подняли восстание против гетмана Скоропадского, образовав из своих членов Директорию.
В январе 1919 года, посчитав свою задачу выполненной, Союз прекратил своё существование.

## Исторический фон
29 апреля 1918 года в Киеве на Всеукраинском съезде хлеборобов (помещиков и крупных крестьянских собственников, около 7000 делегатов), воспользовавшись затяжным кризисом Центральной рады УНР и опираясь на поддержку германских оккупационных войск, сочувствие офицерских кругов бывшей Русской армии, зажиточного украинского крестьянства и казаков, бывший царский генерал П. П. Скоропадский был провозглашён гетманом Украины. Скоропадский распустил Центральную раду и её учреждения, земельные комитеты, упразднил республику и все революционные реформы. Тем самым была упразднена Украинская Народная Республика и установлена Украинская держава с полумонархическим диктаторским правлением гетмана — верховного руководителя государства, армии и судебной власти в стране.
Приход к власти Скоропадского привёл к коренному изменению курса государственного строительства украинского государства: возвращались старые формы экономической и политической жизни, сворачивались социалистические эксперименты предыдущего правительства. Сама же власть гетмана полностью зависела от оккупационных войск, которые были заинтересованы исключительно в экономической эксплуатации Украины. Оппозиция консервативному (контрреволюционному) курсу Скоропадского, усиленная протестными настроениями против немецко-австрийской оккупации Украины, зародилась с самого начала его правления. В середине мая 1918 года прошёл ряд съездов украинских партий с целью выяснить их отношение к произошедшему перевороту. На них неудовольствие правительством высказывали представители различных профессиональных и общественных групп: железнодорожники и телеграфисты, рабочие и крестьяне. Кроме УНГС антигетманские позиции занимал Всеукраинский союз земств, возглавляемый С. В. Петлюрой.

## Возникновение Союза
Украинский национально-государственный союз был создан 21 мая 1918 года при участии Украинской демократическо-хлеборобской партии, Украинской партии социалистов-федералистов, Украинской партии социалистов-самостийников и Украинской трудовой партии. Своей главной целью Союз декларировал борьбу за сохранение украинской государственности. 
24 мая Союз направил в адрес гетмана П. П. Скоропадского меморандум украинских политических партий, в котором выразил недоверие правительству Ф. А. Лизогуба, обвинив ряд министров этого правительства в «антиукраинской деятельности». Протестуя против закрытия «демократических институтов», появившихся в результате революции 1917 года и деятельности Центральной рады, и реставрации существовавших в Российской империи порядков (в обращении были приведены факты закрытия украинских просветительных заведений, широкого использования русского языка в судах, отстранения украинцев от государственной и военной службы), Союз потребовал от гетмана создания «национально-демократического кабинета» с участием представителей Союза. Однако это обращение Союза, как и последующие, остались без ответа.

## Переименование в Украинский национальный союз
К Союзу начали присоединяться и левые партии и профессиональные организации — в Союз вошли украинские социал-демократы, украинские эсеры, Всеукраинский союз земств, Селянская спилка, Просвита, Союз врачей и другие. В начале августа 1918 года, после того как Союз покинула Украинская демократическо-хлеборобская партия, полевевший Союз был переименован в Украинский национальный союз.
Союз, избирательно сотрудничая с гетманской властью, на деле вёл работу по её свержению, выступая за восстановление Украинской народной республики — «законной власти», за принятие демократического закона о выборах и за правительство, ответственное перед парламентом. Были открыты отделения Союза в Виннице, Полтаве, Каменец-Подольском, Одессе и Кременчуге.

## События осени 1918 года. Создание Директории
Руководство Союза вступило в контакты с руководством делегации Советской России, прибывшей в Киев на мирные переговоры с Украинской державой, намереваясь заручиться помощью большевиков в борьбе против гетмана.
5 октября делегация Союза в составе В. К. Винниченко, А. Никовского и Ф. Швеца была принята П. П. Скоропадским и заявила о своей позиции по отношению к внутренней и внешней политике, проводимой его правительством, потребовала проведения социально-ориентированной аграрной реформы, направленной на ликвидацию крупного землевладения, принятия демократического выборного законодательства и введения членов Союза в кабинет министров. Скоропадский согласился с последним требованием и 24 октября в правительство вошли пять министров, предложенных Союзом: А. Г. Вязлов, В. Н. Леонтович, А. И. Лотоцкий, М. А. Славинский и П. Я. Стебницкий. Однако общий состав Кабинета министров (в котором присутствовали лица, ориентированные на Белое движение) не устраивал лидеров Союза, и они продолжали подготовку восстания против Украинской державы.
После того, как правительство запретило созыв съезда Союза — Украинского национального конгресса, который лидеры Союза хотели использовать как легитимный инструмент для свержения гетмана, делегированные Союзом министры вышли из кабинета, а сам Союз перешёл на конспиративное положение. Все деятели Союза разъехались из Киева по губерниям Украины и стали активно готовить восстание на местах.
14 ноября П. П. Скоропадский объявил новый, откровенно пророссийский, курс своего правительства: был сформирован новый кабинет министров во главе с пророссийски настроенным С. Н. Гербелем и издана Грамота, в которой гетман заявлял о вступлении Украины в федерацию с будущей небольшевистской Россией. Уже в ночь с 14 на 15 ноября  на заседании Союза была создана Директория из пяти членов: В. К. Винниченко, С. В. Петлюры, А. М. Андриевского, Ф. П. Швеца, А. Макаренко.
16 ноября в Киеве было расклеено воззвание Союза, объявлявшее об учреждении Директории и о низложении гетмана. Воззвания срывались чинами Державной варты, были произведены массовые аресты самостийников. Как вспоминал А. Д. Марголин, занимавший одно время пост заместителя министра иностранных дел Директории: «Заседания Союза происходили в условиях полной конспиративности. Даже члены Центральных Комитетов политических партий не всегда знали, что обсуждалось и какие решения принимались в Союзе. И когда Национальный Союз избрал Директорию и объявил восстание (ноябрь 1918-го года), это явилось для весьма многих неожиданностью. В восстании принимали участие три партии: украинские социалисты-революционеры, социал-демократы и самостийники. Из представителей этих же трех партий составилась Директория и её первое правительство».
После победы восстания и создания Украинской народной республики, посчитав свою задачу выполненной, Союз прекратил своё существование в январе 1919 года.

## Руководители Союза
- А. В. Никовский — от момента создания до 18 сентября 1918 года;
- В. К. Винниченко — 18 сентября — 11 ноября 1918 года;
- Н. Е. Шаповал — 11 ноября 1918 — январь 1919 года (роспуск Союза);